# Minor (Alabama)
Minor est un census-designated place situé dans l’État américain de l'Alabama, dans le Comté de Jefferson.

## Démographie
| 1990  | 2000  | 2010  | - | - | - |
| ----- | ----- | ----- | - | - | - |
| 3 313 | 1 116 | 1 094 | - | - | - |